# Hundabrævið
Il termine faroese Hundabrævið (in danese Hundebrevet, in italiano Carta dei cani) indica un documento medievale scritto sulle isole Fær Øer tra il 1350 e il 1400. Si trattava di una legge del Løgting che stabiliva le linee-guida circa il possesso di cani. Tale legge prevedeva che i cani potessero essere accettati soltanto per salvaguardare il bestiame, ma prevedeva anche l'esecuzione di questi animali nel caso avessero arrecati danni a persone o ad altri animali.
Il documento è di grande importanza non tanto per la legge in esso contenuta, quanto per il fatto che qui per la prima volta sono citati i nomi di diversi villaggi e insediamenti nell'arcipelago, e quindi permette di conoscere il numero di insediamenti umani presenti all'epoca.
Gli insediamenti nominati per la prima volta nell'Hundabrævið sono: Hattarvík, Kirkja, Viðareiði, Múli, Kunoy, Mikladalur, Húsar, Elduvík, Leirvík, Lamba, Nes, Skála, Strendur, Selatrað, Oyri, Eiði, Hvalvík, Kollafjørður, Vestmanna, Saksun, Nólsoy, Koltur, Miðvágur, Sørvágur, Gásadalur, Mykines, Skálavík, Húsavík, Dalur, Skarvanes, Øravík, Porkeri, Vágur e Fámjin. Probabilmente, molti di questi esistevano già prima del XIV secolo, ma non sono citati in documenti più antichi come il Seyðabrævið o la Saga dei Faroesi.